# Шибанов, Михаил
Михаил Шибанов (отчество и год рождения неизвестны, родился в селе Мясоедово — умер после 1789) — русский художник второй половины XVIII века, живописец из крепостных крестьян. С 1783 года — «вольный живописец». Портретист, иконописец, зачинатель крестьянского бытового жанра в русском искусстве.

## Наиболее известные произведения
- Крестьянский обед (1774, ГТГ)
- Празднество свадебного договора (1777, ГТГ)
- Портрет А. Г. Спиридова (1772)
- Портрет В. С. Попова (1784—85)
- Портрет Екатерины II в дорожном костюме (1787, ГРМ)
- Портрет А. М. Дмитриева-Мамонова (1787, ГРМ) и др.